# Patrick Maia
Patrick Campos Vieira da Maia (São Caetano do Sul, 6 de novembro de 1985) é um comediante, roteirista, apresentador e músico brasileiro.

## Biografia e Carreira
Se formou em publicidade na Universidade Metodista de São Paulo, trabalhou em algumas agências como redator por algum tempo.
Patrick começou a frequentar shows de stand-up e seu primeiro show foi em 2009, em um bar em São Bernardo do Campo.
Em 2010, Danilo Gentili o convidou a co-escrever o roteiro de seu DVD Politicamente Incorreto (espetáculo de stand-up comedy).
Em 2011, passou a integrar o Clube da Comédia Stand-Up, após sua apresentação em um open-mic.
No mesmo ano, se tornou roteirista do programa Agora É Tarde, com Danilo Gentili, na Rede Bandeirantes, onde permaneceu por dois anos.
Em 2013 recebeu da RedeTV! um convite para apresentar o Morning Show (posteriormente Muito Show), um programa matinal ao vivo. Sua desenvoltura teve destaque e logo foi chamado para fazer parte do programa carro chefe da nova MTV Brasil, o Coletivation. Inicialmente Patrick dividia o programa com Fiuk e posteriormente passou a ter Kéfera Buchmann como companheira.
Em 2014, foi convidado para ser integrante do programa Pânico na Band, onde permaneceu até 2015.
Atualmente, se dedica ao seu show de Stand Up Comedy, se apresentando em bares e teatros pelo país e aos seus projetos na internet.

### DVD
- Piadas para Pessoas - autor/diretor, 2014.[6]
- Partiu Stand Up - humorista/diretor, 2016.[7]
- Home Office - autor/diretor, 2016

### Podcast
- Porcos Voam – disponível no Itunes. .[8]

### YouTube
- Possui um canal onde posta muitos de seus projetos.

### Música
Desde pequeno toca bateria e fez parte de algumas bandas. Coleciona bateria, sempre carrega uma gaita no bolso e é fã de ritmos como Blues, Rhythm and blues, Rock, Soul e Funk.

### The Dollar Bills
Em 2012 formou a banda The Dollar Bills juntamente com Fernanda Peviani (vocal), Sergio Castelani (guitarra) e Guilherme Momesso (baixo), amigos seus de longa data que uniram experiências no projeto. Contam ainda com teclado e um trio de metais. A banda tem forte influência do soul, R&B, blues e anos 50 e 60. Em 2013 lançaram o EP The Pocket Sessions e em 2015 o EP The Round Sessions. Recentemente lançaram um videoclipe da música Betting.
Em 2016 a banda fez a trilha sonora do projeto Partiu Stand Up.